# Agnieszka Pogródka-Węcławek
 Agnieszka Pogródka-Węcławek (ur. 15 grudnia 1975 w Piasecznie, zm. 10 kwietnia 2010 w Smoleńsku) – młodszy chorąży Biura Ochrony Rządu, funkcjonariuszka BOR w latach 2002–2010, w latach 1998–2002 pracownik cywilny BOR.

## Życiorys
Wychowała się w Górze Kalwarii, potem mieszkała w Czersku, a następnie w Warszawie. W 1998 roku podjęła pracę w BOR jako pracownik cywilny, zajmowała się rozliczaniem delegacji (według innych źródeł była sekretarką). W 2002 roku została funkcjonariuszką BOR, jako stewardesa latała samolotami z najważniejszymi osobami w państwie opiekując się nimi. W 2009 roku ukończyła Wyższą Szkołę Społeczno-Ekonomiczną w Warszawie.
Agnieszka Pogródka-Węcławek zginęła 10 kwietnia 2010 w katastrofie polskiego samolotu Tu-154M w Smoleńsku w drodze na obchody 70. rocznicy zbrodni katyńskiej. Na pokładzie rządowego samolotu Tu-154M nr boczny 101, który uległ katastrofie w Smoleńsku, pełniła funkcję stewardesy jako jeden z członków załogi maszyny.
Agnieszkę Pogródkę-Węcławek pośmiertnie awansowano na pierwszy stopień oficerski podporucznika Biura Ochrony Rządu. 16 kwietnia 2010 roku została pośmiertnie odznaczona Krzyżem Kawalerskim Orderu Odrodzenia Polski. Została również pośmiertnie odznaczona Odznaką Honorową BOR. 
20 kwietnia 2010 roku pochowano ją z honorami wojskowymi na Cmentarzu Parafialnym w Górze Kalwarii.
Miała męża, Alberta Węcławka, również funkcjonariusza Biura Ochrony Rządu.